# Le Ban-Saint-Martin
Le Ban-Saint-Martin település Franciaországban, Moselle megyében. Lakosainak száma 4637 fő (2022. január 1.). Le Ban-Saint-Martin Woippy, Longeville-lès-Metz, Metz, Plappeville és Scy-Chazelles községekkel határos.

## Népesség
A település népességének változása:
| Lakosok száma | 3624 | 3733 | 4066 | 4453 | 4205 | 4164 | 4341 | 4517 | 4604 | 4637 |
|               | 1968 | 1982 | 1990 | 2006 | 2013 | 2015 | 2017 | 2019 | 2020 | 2022 |